# Río Grande (distrito de Palpa)

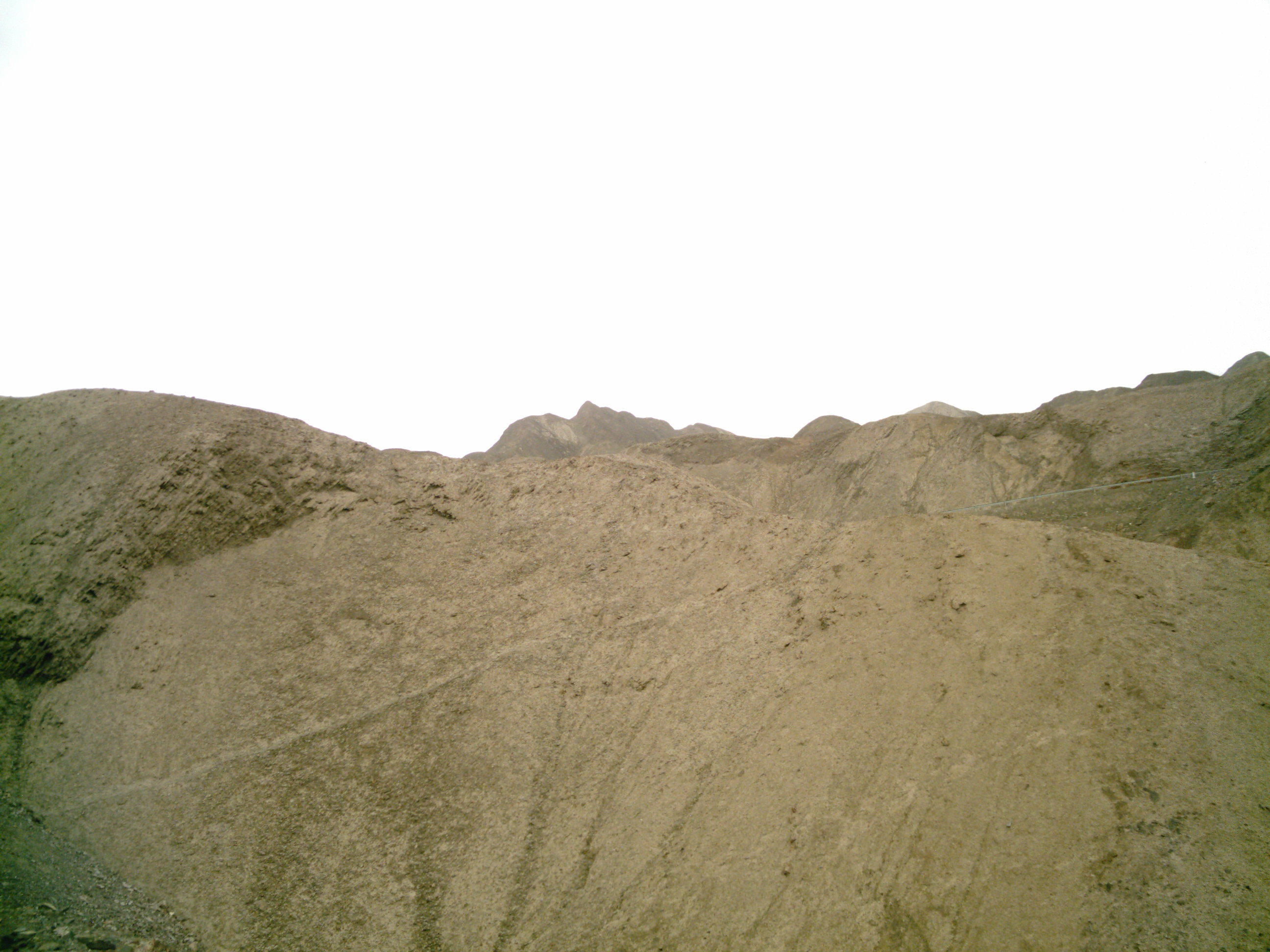
Palpa é uma cidade do Peru, situada na região de Ica. Capital da província de Palpa, sua população em 2017 foi estimada em 4 837 habitantesElevação: 347 mÁrea: 2.665 km²Prefeito: José Luis Montaño Yarasca

Río Grande é um distrito do Peru, departamento de Ica, localizada na província de Palpa.

## Transporte
O distrito de Río Grande é servido pela seguinte rodovia:
- PE-1S, que liga o distrito de Lima (Província de Lima à cidade de Tacna (Região de Tacna - Posto La Concordia (Fronteira Chile-Peru) - e a rodovia chilena Ruta CH-5 (Rodovia Pan-Americana)
- IC-109, que liga o distrito de Tibillo à cidade [1][2][3]